# 中興路 (嘉義市)
中興路（Zhongxing Rd.）為臺灣嘉義市西半環狀的重要道路之一。北接嘉義火車站後站；南以博愛路二段為界，銜接興業西路。

## 沿經行政區域
- 西區

## 車道配置
- 全線：雙向各二車道及中央綠化安全島，並各設有一機慢車道。（內線車道禁行機慢車）

## 重要路口
（由北到南）
- 博愛路二段
- 友忠路
- 友愛路
- 八德路
- 北港路
- 高鐵大道
- 友忠路
- 博愛路二段

## 沿線設施
（由北到南）

### 嘉義市公車
| 路線編號        | 行先                               | 收費方式   | 乘車站名                       |
| --------------- | ---------------------------------- | ---------- | ------------------------------ |
| 中山幹線        | 嘉義榮民醫院－嘉義大學校園內       | 一段票收費 | 中興友愛路口、嘉義醫院(中興路) |
| 中山幹線A       | 二二八國家紀念公園－嘉義大學校園內 | 一段票收費 | 中興友愛路口、嘉義醫院(中興路) |
| 樂活2路 (棕線)  | 竹村里活動中心－五港宮             | 一段票收費 | 嘉義醫院(中興路)               |
| 趣淘3路（藍線） | 奉天宮－東洋新村                   | 一段票收費 | 嘉義醫院(中興路)、中興大華路口 |

### 其他
- 嘉義火車站後站（1號）
- 嘉義市先期交通轉運中心（1號）
- 元大商業銀行嘉義分行（185號）
- 陽信銀行嘉義分行（298號）
- 台灣銀行嘉南分行（353號）
- 中華電信嘉義服務中心（322號）
- 衛生福利部嘉義醫院（北港路312號）
- 嘉義市農會（页面存档备份，存于）（北港路251號）
- 麥當勞嘉義北港門市（北港路253號）
- 肯德基嘉義中興門市（396號）
- 新光銀行北嘉義簡易型分行（465號1樓）
- 新光人壽保險嘉義分處（465號5樓之2）
- 星巴克嘉義中興門市（398號）
- 中華郵政嘉義玉山郵局（页面存档备份，存于）（672號）